# Сирф перев'язаний
Сирф перев'язаний (Syrphus ribesii) — вид двокрилих комах родини дзюрчалок (Syrphidae).

## Поширення
Голарктичний вид. Поширений в Європі, Північній Азії та Північній Америці. В Європі трапляється на всій території від Скандинавії та Кольського півострова до Середземномор'я, включаючи середземноморські острови, Канари, Британські острови, Ірландію та Ісландію. В Азії ареал виду простягується в Уральських гір до Курильських островів. Південна межа азійського ареалу доходить до північного Афганістану. В Північній Америці поширений від Аляски через Канаду до центральних штатів США та Каліфорнії.
В Україні поширений повсюдно. Трапляється у різноманітних біотопах, віддаючи перевагу вологим лукам та полям з великою кількістю квітучих рослин, а також у лісах, садах, парках, узліссях пустирях тощо.

## Опис

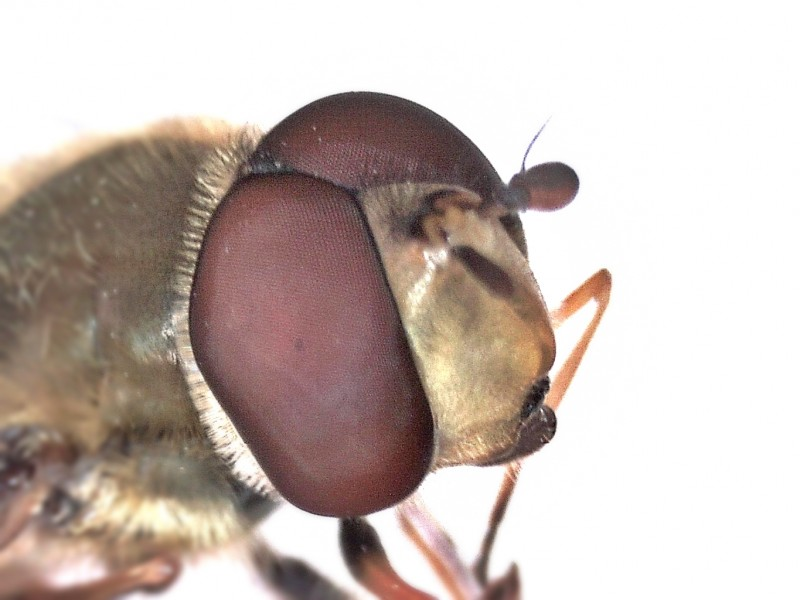
Голова самця

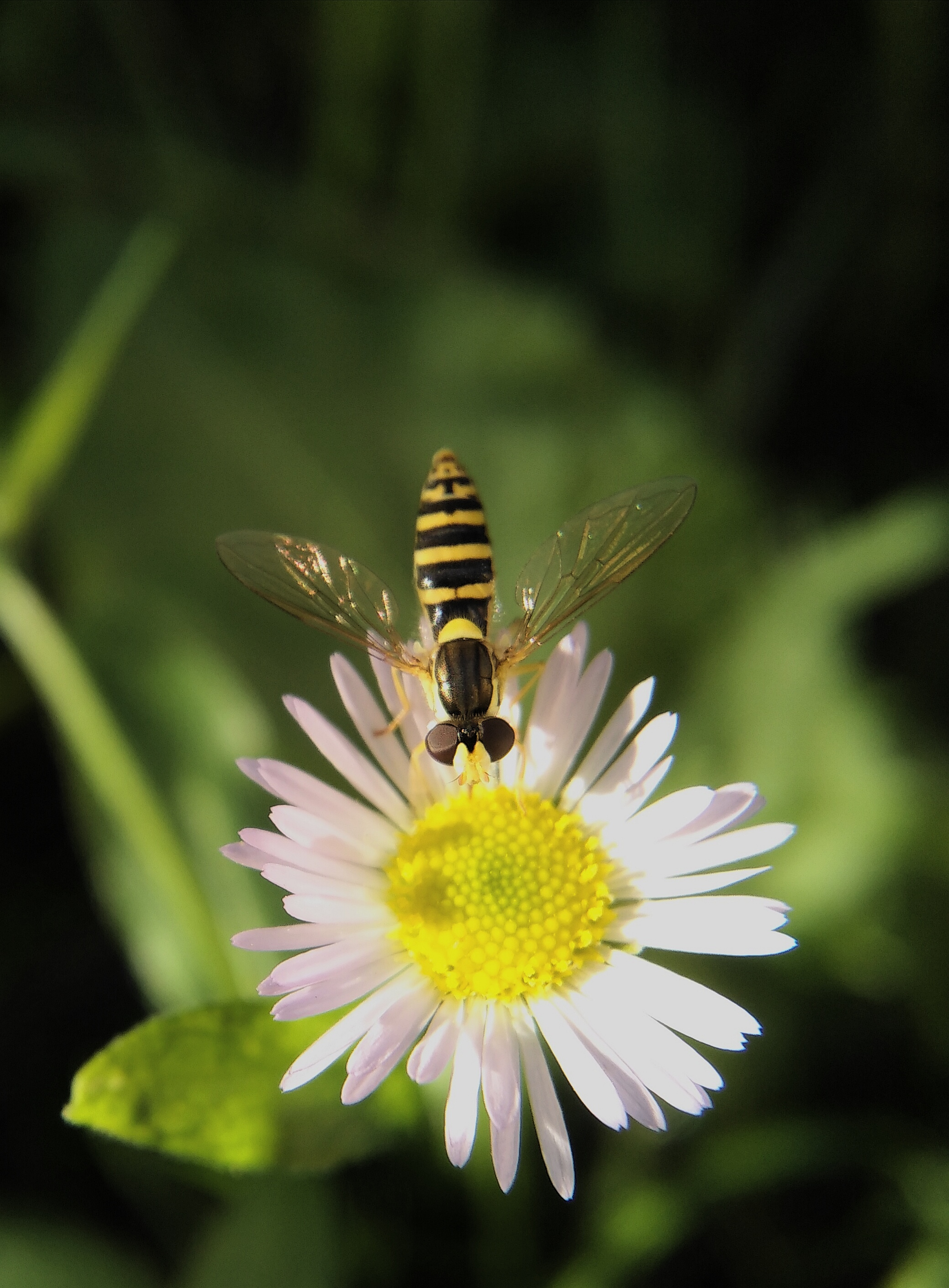
Самиця

Тіло завдовжки 8,1-13,3 мм, розмах крил досягає 15 мм. Голова велика і широка. Фасеткові очі темно-червоні. У самців очі величезні, займають майже всю верхню частину голови та з'єднані на лобі. У самиць очі менші та розділені на лобі. Вусики досить короткі, жовтого кольору. Лице жовте. Груди чорні з зеленкуватим напиленням. З боків груди щільно вкриті жовтими волосками. Черевце овальне, сплющене, основний фон чорного кольору. На черевці є три повні та одна неповна поперечні жовті смужки (характерна особливість виду). На середньоспинці проходить малопомітна темна поздовжня лінія. Щиток покритий дрібними жовтими й чорними волосками. Єдина пара крил має блідо-коричневе забарвлення. Жилкування на крилах майже непомітне. Ноги жовті, у самців вони темні біля основи. Крім того, самці мають коротші і ширші крила, а також довший грудний відділ і вужче черевце, ніж самиці.

### Схожі види
Імаго зовні дуже схожі на Syrphus vitripennis та Syrphus torvus. Самиці відрізняються від S. vitripennis стегнами жовтого кольору, а від S. torvus — відсутністю волосків на очах. У самців також голі очі, на відміну від S. torvus, але вони дуже схожі на самців S. vitripennis, від яких відрізняються лише наявністю чорних волосків на задньому стегні та тим, що друга базальна ланка крила повністю покрита мікротріхіями (мікроворсинками).

## Спосіб життя
Виліт сирфа перев'язаного в Україні спостерігається з квітня по жовтень. У південних країнах виліт відбувається з березня по листопад. Тривалість життя імаго близько одного місяця. За рік, в залежності від кліматичних умов, з'являється від 2 до 5 поколінь.
Імаго живиться квітковим нектаром на квітках білого, жовтого, рожевого і блакитного кольору, знаходячи їх на травах, чагарниках або деревах. Також споживають медяну росу з попелиць. Крім того, самиці поїдають велику кількість пилку, який багатий протеїнами та амінокислотами. Вони необхідні їм для нормального розвитку яєць. Самці годуються пилком тільки на ранній стадії свого життя, щоб прискорити вироблення сперми. Далі вони повністю переходять на нектар, що дозволяє ефективно компенсувати витрату енергії.
Самці територіальні. Кожен самець займає власну ділянку і постійно літає на висоті 2-5 м над землею, охороняючи її від вторгнення конкурентів. Часто зависає нерухомо в повітрі, створюючи крилами характерний гул. Цей звук є звичним фоновим шумом в лісі протягом літа. Самиці менш схильні до польотів, намагаючись весь вільний час приділяти висококалорійному харчуванню.

## Розмноження

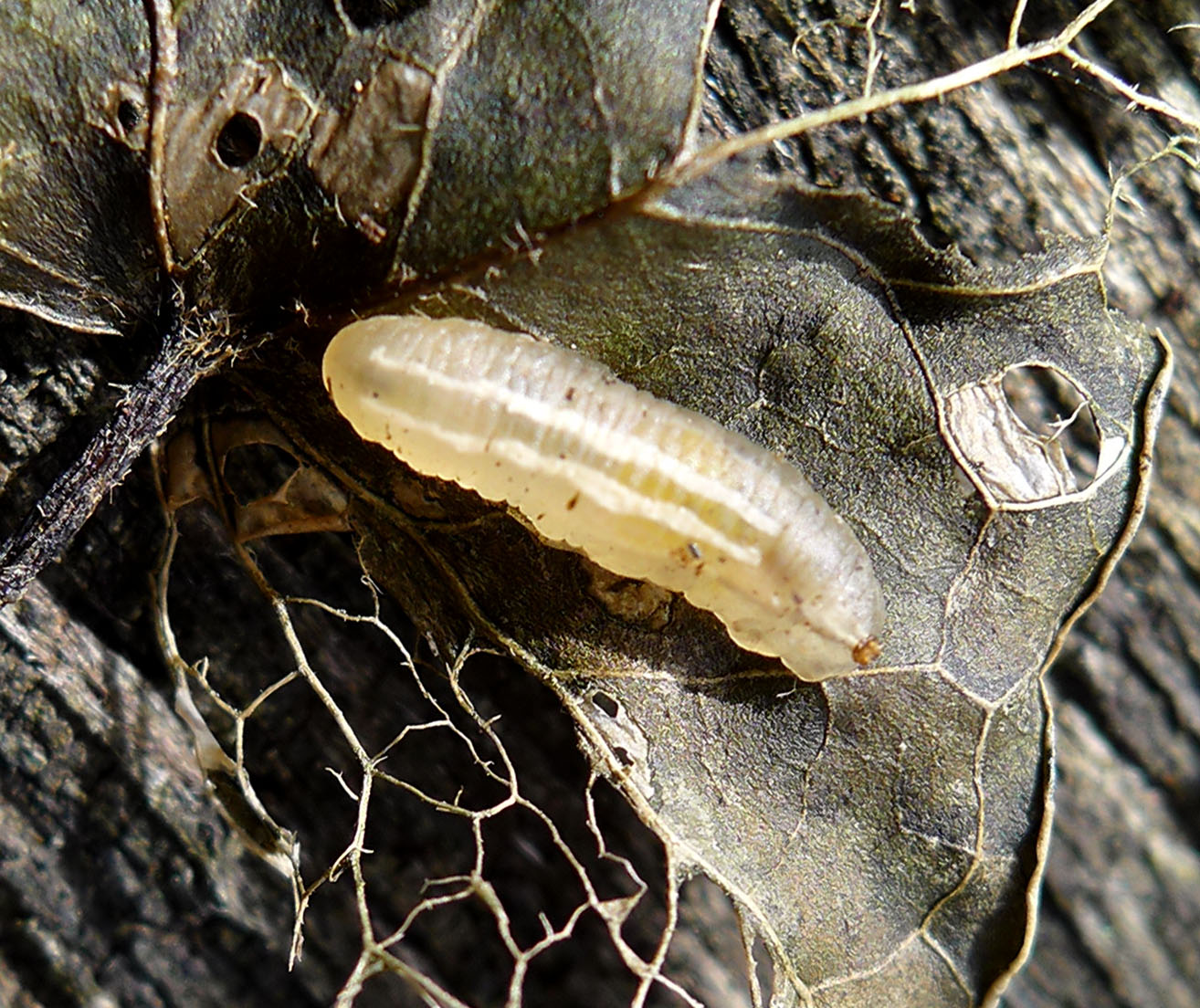
Личинка Syrphus sp

Парування відбувається в повітрі. Самці помічають самиць, що залетіли на їхню територію та спаровуються з ними. Самиця відкладає яйця поштучно або невеликами групами на листках рослин, де є колонії попелиць. За життя самиця відкладає близько сотні яєць. Яйця овальної форми, завдовжки близько 1 мм. Інкубація триває приблизно 2-3 дні.
Личинки — активні хижаки. Вони живляться попелицями, з'їдаючи їх за добу до 150 штук. Вдень личинки неактивні, годуються ввечері та вночі. Вони прокушують своїми мандибулами зовнішні покроми попелиць і випивають нутрощі. Найчастіше жертвами личинок стають представники родів Macrosiphum, Aphis, Pemphigus та Cinara. Личинки виростають до 13 мм завдовжки. Вони жовтого або зеленкуватого забарвлення, безногі, схожі на крихітну п'явку. Період личинкового розвитку триває близько 20 днів та складає 3 личинкові стадії. Личинки другого і третього покоління зимують в опалому листі. Вони можуть витримати морози до -35°С. Небезпечними для личинок під час зимівлі можуть бути відлига й занадто волога погода взимку. Заляльковується в ґрунті. Тривалість розвитку в пупарії становить 2-3 дня.

## Вороги
Основними ворогами Syrphus ribesii є паразитоїди, що шкодять личинкам: їздці Syrphophilus tricinctorius (родина Ichneumonidae), Melanips opacus (родина Figitidae), Bothriothorax clavicornis і Syrphophagus spp. (родина Encyrtidae).

## Значення
Сирф перев'язаний відноситься до корисних для сільського господарства комах. Імаго є чудовими запилювачами плодових дерев та багатьох рослин, переважно з родин розоцвітих та айстрових. Личинки знищують попелиць, що є небезпечними шкідниками сільськогосподарських культур.